# Kleine Neuseelandfledermaus

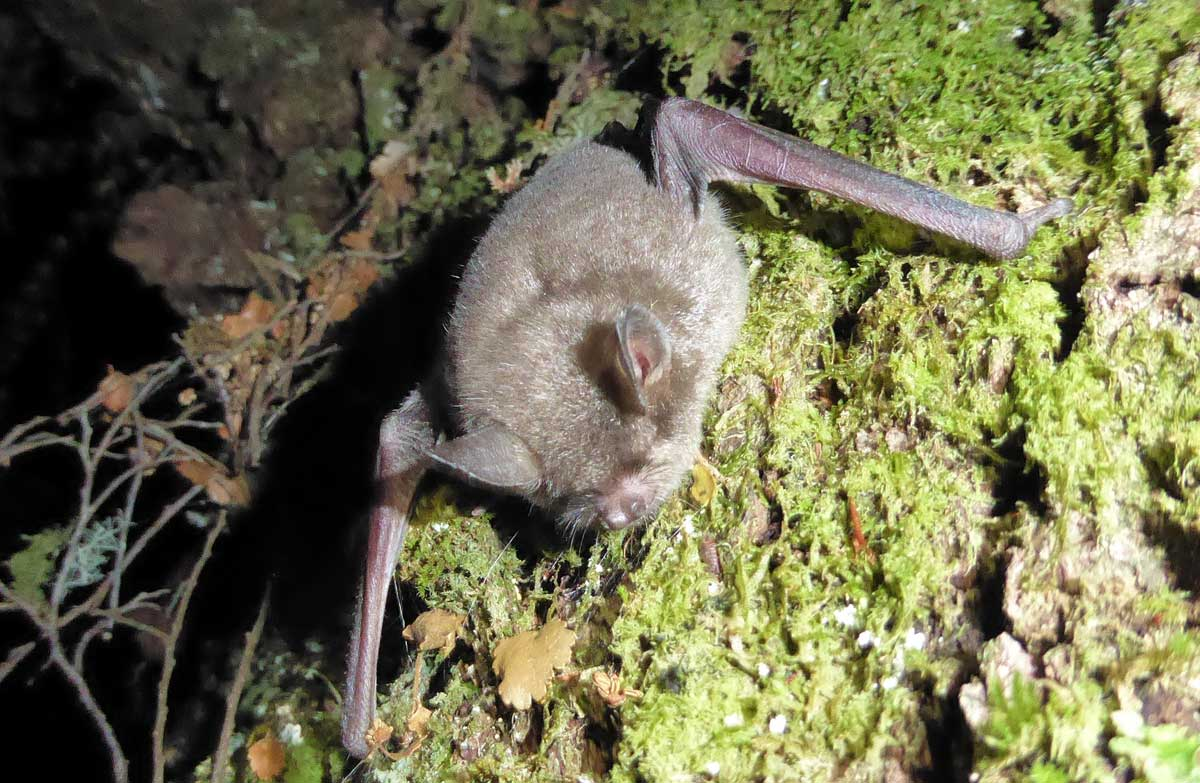
Kleine Neuseelandfledermaus

Die Kleine Neuseelandfledermaus (Mystacina tuberculata) ist eine Fledermausart, welche in Neuseeland beheimatet ist. Sie ist nebst der Großen Neuseelandfledermaus (Mystacina robusta) die einzige Art innerhalb der Gattung und der Familie der Neuseelandfledermäuse und womöglich die einzige noch lebende Art, da die Große Neuseelandfledermaus seit 1967 verschollen ist.
Der Gattungsname Mystacina leitet sich vom griechischen „mustax“ (=Schnurrbart) ab und bezieht sich auf die auffallenden Schnurrhaare rund um die Schnauze der Neuseelandfledermäuse. Der Artname tuberculata bezieht sich auf die kleinen Knoten an der Unterlippe einer anderen Fledermausart, Chalinolobus tuberculatus, mit welcher die Kleine Neuseelandfledermaus ursprünglich verwechselt wurde. Tatsächlich war dem Entdecker der Art, John Edward Gray nicht bewusst, dass es sich bei den von ihm in Neuseeland beschriebenen Fledermäusen um zwei Arten aus unterschiedlichen Gattungen handelt.

## Beschreibung
Die Kleine Neuseelandfledermaus besitzt ein dichtes braunes Fell. Die Ohren, Flughaut, Nase und Füße sind grau-braun und nackt. Die Länge des Körpers beträgt 60–70 mm, die Flügelspannweite 280–300 mm und das Gewicht 10–22 g. Die Nasenlöcher sind auffallend groß und röhrenartig verlängert, die Schnauze relativ lang und mit einer Reihe Schnurrhaare versehen.
Die Kleine Neuseelandfledermaus ist wie der Name besagt mit einem kürzeren Unterarm (40–45 mm) kleiner als die Große Neuseelandfledermaus (45,3–47,5 mm). Von Chalinolobus tuberculatus, der einzig anderen Fledermausart in Neuseeland, unterscheidet sie sich durch die spitzen Ohren, die nach vorne gelegt über die Schnauze hinausragen, und dem Schwanz, der 6–8 mm aus der Schwanzflughaut herausragt. Die Ohren von Chalinolobus tuberculatus sind rund und kürzer, außerdem ist der Schwanz dieser Art komplett in die Schwanzflughaut eingebettet.

## Lebensweise

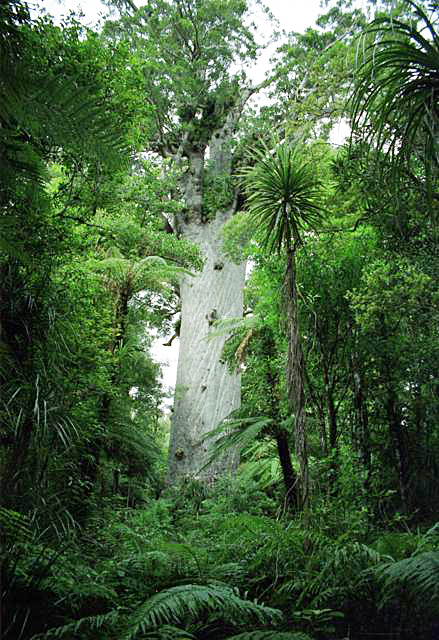
Der Kauri-Baum ist einer der bevorzugten Schlafbäume der Kleinen Neuseelandfledermaus

Die Kleine Neuseelandfledermaus ist wie die meisten Fledermäuse nachtaktiv. Sie ernährt sich opportunistisch und je nach Verfügbarkeit von Insekten, Nektar und Früchten. Während einer einzigen Nacht können die Tiere bis zu 50 % ihres Körpergewichts zu sich nehmen. Grundsätzlich besteht die Hälfte der Nahrung aus Insekten wie Käfer, Fliegen, Motten und Wetas, jedoch werden auch andere Arthropoden wie Spinnen, Weberknechte und Tausendfüssler gefressen. Zu den Pflanzen, die auf der Speiseliste der Kleinen Neuseelandfledermaus stehen gehören die Tragblätter von Freycinetia baueriana (auch „Kiekie“ genannt, einem Schraubenbaumgewächs), Beeren von Collospermum hastatum und C. icrospermum, Früchte des Baumes Elaeocarpus dentatus, Pollen von Eisenhölzern (Metrosideros, auch „Rata“ und „Pohutukawa“ genannt) und dem Silberbaumgewächs Knightia excelsa und Dactylanthus taylorii, deren einziger Bestäuber sie ist. Die Kleine Neuseelandfledermaus ist damit ein wichtiger Samenverbreiter und Bestäuber dieser Pflanzen. Als eine Anpassung an den Konsum von Nektar ist die Zunge verlängert und bis zu 12 mm ausfahrbar.
Insekten und Arthropoden werden von der Kleinen Neuseelandfledermaus im Flug oder am Boden erbeutet. Durch die breiten Flügel ist sie sehr manövrierfähig und kann auch direkt vom Boden abheben. Die Art ist bekannt dafür, dass sie sich kletternd und laufend fortbewegen kann. Dabei nutzt sie die Füße und Handgelenke, um auf allen vieren zu gehen. Die kleine Neuseelandfledermaus kann die Flügel so zusammenfalten, dass die Finger in einem hüllenähnlichen, verdickten Teil der Flughaut geschützt sind. Die Schwanzflughaut wird durch den Calcar hochgehoben, wenn sich die Fledermaus am Boden bewegt. Die Beute wird in der Luft durch Echoortung ausgemacht. Sitzt die Fledermaus auf einem Baum oder einem anderen erhöhten Platz, so nutzt sie auch passiv die Geräusche, die vom Beutetier ausgehen, um die Beute aufzuspüren. Sucht die Kleine Neuseelandfledermaus am Boden nach Arthropoden, so verlässt sie sich auf eine Kombination von akustischen Signalen und Geruch.
Den Tag verbringt die Kleine Neuseelandfledermaus in Baumhöhlen, wobei sie sowohl in Gruppen von bis zu 6.000 Tieren als auch alleine angetroffen werden kann. Wenn die Tiere alleine sind, gehen sie tagsüber gelegentlich in Torpor. Als Schlafplatz eignen sich vor allem große Bäume wie dem Kauri-Baum (Agathis australis), Metrosideros excelsa (auch „Pohutukawa“ genannt) und ihre Schwesterart, das Südinsel-Eisenholz (Metrosideros umbellata), Austrotaxus spicata („Matai“) aus der Familie der Eibengewächse, die Silberne Scheinbuche (Nothofagus menziesii) und die Scheinbuchenart Nothofagus fusca, die Steineibenart Podocarpus hallii und Prumnopitys ferruginea, die Neuseeländische Warzeneibe (Dacrycarpus dacrydioides) und die Rimu-Harzeibe (Dacrydium cupressinum). Die Kleine Neuseelandfledermaus ist manchmal in Spalten zu finden, die sie selbst mit den Zähnen in den Baum genagt hat, was ein für baumbewohnende Fledermäuse ungewöhnliches Verhalten darstellt. So wurde in einem toten, umgefallenen Kauri-Baum ein regelrechtes Gangsystem entdeckt, das von rund 500 Tieren bewohnt wurde. Innerhalb eines Schlafplatzes kann die Temperatur zwischen 15 und 39 °C schwanken und die Luftfeuchtigkeit meist 100 % betragen. Die Kleine Neuseelandfledermaus wechselt ihre Schlafplätze im Schnitt alle 4 Tage. Eine Baumhöhle mit tausenden Individuen kann daher am nächsten Tag verlassen sein. Die Art hält keinen eigentlichen Winterschlaf, kann jedoch während kalten Perioden im Winter bis zu 10 Tage lang in Torpor gehen, um Energie zu sparen.

## Fortpflanzung
Während der Paarungszeit besetzen Männchen individuelle Hangplätze in Bäumen, von wo aus sie um die Weibchen balzen. Dabei reiben die Männchen den Eingang der Baumhöhle mit einem öligen Sekret aus ihrer Kehldrüse ein, welches einen moschusartigen Geruch verströmt und die Weibchen anlocken soll. Nachts singen die Männchen von ihrem Balzplatz aus. Ein einzelner Gesang besteht aus sich wiederholenden Strophen, dauert jeweils 10–40 Minuten und ist selbst für das menschliche Ohr hörbar. Die Männchen locken damit Weibchen aus bis zu 10 km Distanz an und singen sogar bei starkem Wind und Regen. Die Baumhöhlen werden von den Männchen aktiv gegen Eindringlinge verteidigt und in mehreren aufeinanderfolgenden Jahren wiederverwendet.
Der Reproduktionszyklus hängt stark von der Region ab. Die Kleine Neuseelandfledermaus ist monoöstrisch und verpaart sich in der Regel im späten Sommer oder Herbst. Während des Winters wird die Befruchtung der Eizelle bzw. die Entwicklung des Fötus ausgesetzt, und die Tragezeit beginnt damit erst im Frühling. Im Sommer gebären die Weibchen jeweils ein einziges Jungtier. Eine Ausnahme bildet die Region um 35°S, wo die Geburt im Dezember und Januar stattfindet. Vor, oder kurz nach der Geburt, versammeln sich die Weibchen in Kinderstuben. Neugeborene wiegen etwa 5 g und haben eine Unterarmlänge von ca. 19 mm. Die Jungen sind kurz nach der Geburt haarlos und faltig, mit einer dunklen Pigmentierung der Haut. Die Augen sind in den ersten zwei Wochen nach der Geburt noch geschlossen. In dieser Zeit kehren die Weibchen nachts während der Futtersuche immer wieder in die Kinderstube zurück um die Jungen zu säugen. Nach 3 Wochen werden die Milchzähne durch die permanenten Zähne ersetzt und die Jungen fangen an, ihre Flügel zu bewegen. Nach 4 Wochen sind die Jungtiere komplett behaart und flugfähig und nach 6 Wochen verlassen sie ihre Kinderstube.

## Bedrohung und Schutz
Der Bestand der Kleinen Neuseelandfledermaus wird von der IUCN als gefährdet („vulnerable“) eingestuft. Grund dafür ist ihr kleines Verbreitungsgebiet, das verstreute Vorkommen kleiner Populationen mit nur wenig genetischem Austausch untereinander und der stetige Rückgang der Anzahl der Individuen. Die Art ist durch den New Zealand’s Wildlife Act von 1953 geschützt.
Bis zur Einführung von anderen Säugetieren hatte die Kleine Neuseelandfledermaus kaum Fressfeinde. Mit der Ankunft des Menschen kamen jedoch auch die Hausratte (Rattus rattus) und die viel kleinere Pazifische Ratte (Rattus exulans) sowie Hermeline auf die Inseln. Mit deren Auftauchen verschwanden beide Neuseelandfledermausarten von Taukihepa/Big South Cape Island und den Salomonen. Zusätzlich werden Neuseelandfledermäuse oft von Hauskatzen erbeutet. Natürlich vorkommende Jäger der Kleinen Neuseelandfledermaus sind der Neuseeland-Kuckuckskauz (Ninox novaeseelandiae), der Maorifalke (Falco novaeseelandiae) und bis zu dessen Aussterben um 1960 der Weißwangenkauz (Sceloglaux albifacies).
Auf Codfish Island / Whenua Hou haben sich die Bestände erholt, nachdem alle Pazifische Ratten von der Insel entfernt wurden. Erste Erfolge gibt es auch im Eglinton Valley, wo es ein Programm zur Kontrolle der Ratten- und Hermelinpopulation gibt.

## Verbreitung und Lebensraum
Die Kleine Neuseelandfledermaus ist endemisch für Neuseeland, kommt jedoch nur in 30 % (2.000 km²) des Landes vor. Auf der Hauptinsel gehören zu den bekannten Gebieten, in denen die Fledermaus vorkommt, der Omahuta Forest und Puketi Forest bei Kaikohe, der Waipoua Forest und Warawara Forests, sowie die Urwälder vom Vulkanberg Mount Taranaki bis zum östlichen Punkt der Hauptinsel Neuseelands, dem East Cape, und südlich bis zum Tararua District. Auf der Südinsel gibt es Kolonien im Oparara Basin und im Eglinton Valley, mit einzelnen Berichten aus Punakaiki im Paparoa-Nationalpark und aus dem Dart Valley. Größere Kolonien existieren auf Te Hauturu-o-Toi / Little Barrier Island und Codfish Island / Whenua Hou.